# Basler BT-67

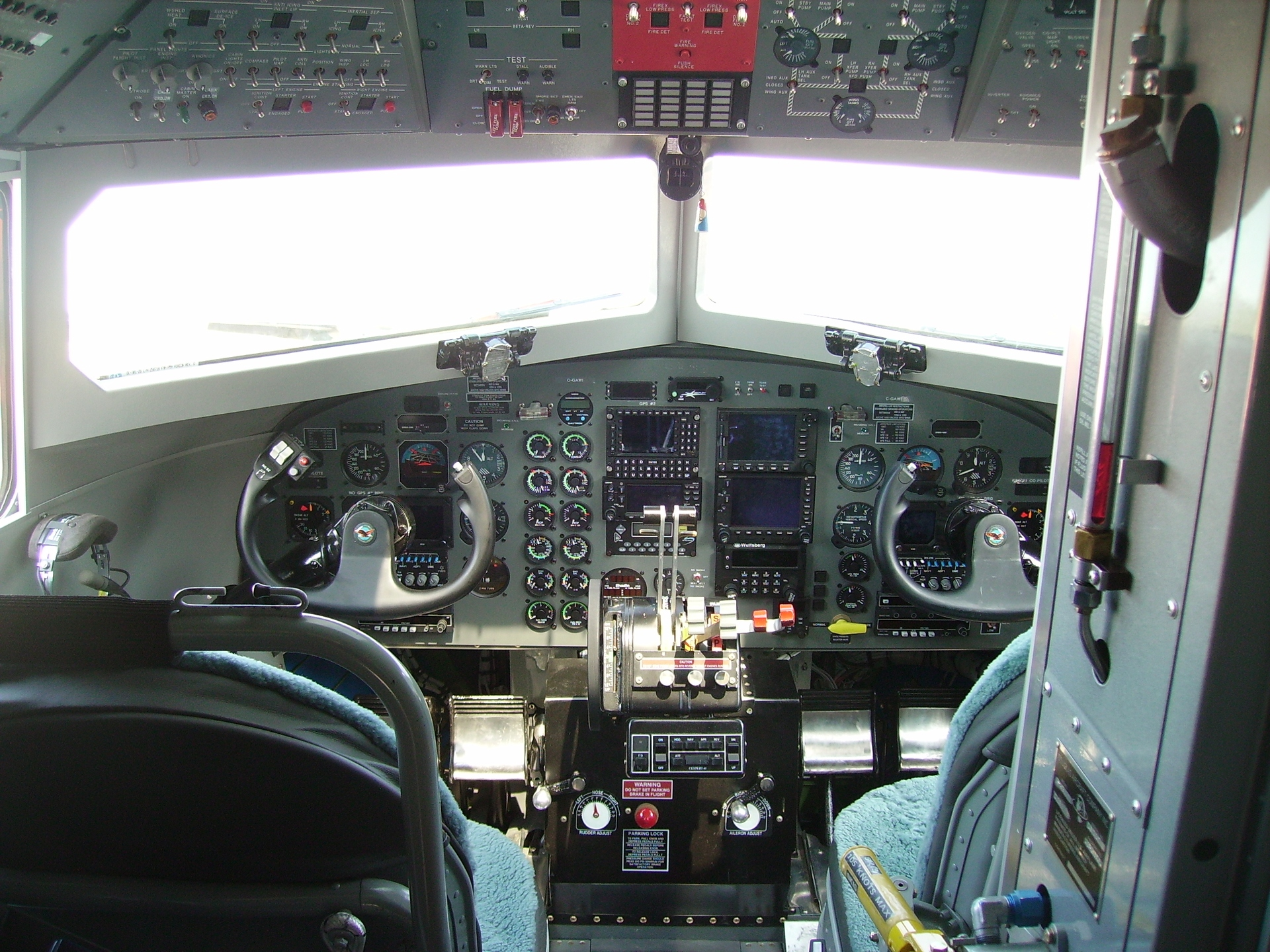
Cockpit einer Basler BT-67

Die Basler BT-67 (Basler Turbo-67) ist eine von der in Oshkosh (Wisconsin) beheimateten Basler Turbo Conversions modifizierte Version der Douglas DC-3, die von zwei Turboproptriebwerken angetrieben wird. Basler erhielt das Lufttüchtigkeitszeugnis für die BT-67 von der FAA am 11. Dezember 1990.

## Geschichte
Die Entwicklung der BT-67 begann 1988 mit der Umrüstung eines Prototyps unter der Leitung der zur Basler-Gruppe gehörenden Basler Flight Services. Ein zweiter Umbau folgte Anfang 1990 in einer eigens geschaffenen Einrichtung in Oshkosh. Im Spätsommer 1990 wurden die ersten beiden militärischen BT-67 an die salvadorianische Luftwaffe ausgeliefert, wobei die Finanzierung durch das US-amerikanische US Foreign Military Sales Programm erfolgte. Zur Wiederbelebung solcher alter Maschinen gibt es oft keine Alternative, da für bestimmte Aufgaben bis heute kein Flugzeug existiert, das die äußerst robust konstruierte DC-3 voll ersetzen könnte.

## Modifikationen
Ganz gleich wie die Maschine beim Umbau im Innern auch verändert wird, für die Luftaufsichtsbehörden bleibt sie eine umgerüstete DC-3. Entscheidend ist hierfür die Musterzulassung aus dem Jahr 1936. Ein kleiner Flugzeugbauer hätte nicht die Möglichkeiten, einen Prototyp völlig neu zu zertifizieren; weder den technischen Vorschriften noch den vorgeschriebenen Testzyklen wäre Basler finanziell gewachsen.
In etwa 45 000 Arbeitsstunden entsteht in einem halben Jahr aus einer DC-3 eine BT-67. Die ursprünglichen Sternmotoren (zum Beispiel die 895 kW (1200 PS) leistenden R-1830-92) werden dabei durch Propellerturbinen des Typs PT6A mit 1062 kW (1424 PS) ersetzt. Diese treiben fünfblättrige Hartzell-Propeller an.
Beim Umbau wird auch das Rumpfvorderteil um 0,88 m (nach anderer Quelle um 102 cm) verlängert, um trotz der leichteren, jetzt mit Fünfblatt-Hartzell-Propellern ausgestatteten Triebwerke den Schwerpunkt im zulässigen Bereich zu halten. Darüber hinaus wird das vordere Kabinenschott um 0,60 m nach vorn verlegt, die stoffbespannten Ruderflächen werden durch metallbeplankte ersetzt und die Tragflächenspitzen erhalten zur Verbesserung der Steuerbarkeit bei geringen Geschwindigkeiten ein geändertes Profil. Das Treibstoffsystem wird zur Verwendung von Kerosin ebenfalls angepasst. Wie die ursprünglichen DC-3 verfügen auch die BT-67 nicht über eine Druckkabine.
Eine BT-67 besitzt eine um 1814 kg (4000 lb) gesteigerte Nutzlast gegenüber einer standardmäßigen Douglas DC-3/C-47. Die Reisegeschwindigkeit steigt von 241 auf 313 km/h.

## Betreiber
- Fuerza Aérea de El Salvador: Erster Betreiber der BT-67. Zuerst zwei Umbauten von AC-47D Gunships, gefolgt von zwei Transportflugzeugen.
- Fuerza Aèrea Colombia: betreibt die größte BT-67-Flotte. Mindestens neun Gunships wurden in AC-47T und eine nicht bekannte Zahl von Transportflugzeugen in C-47T umgebaut. Die kolumbianische Polizei erhielt sechs C-47T.
- Thailand setzt neun BT-67 in unterschiedlichen Verwendungen ein. Neben Transportaufgaben und Brandbekämpfung, gehört hierzu auch das Impfen von Wolken mit Chemikalien, um künstlichen Regen auszulösen. Die Maschinen werden von der in Phitsanulok beheimateten 461 Squadron betreiben.
- Antarctic Logistics Centre International (ALCI) (Kennzeichen C-GEAJ)
- Das Alfred-Wegener-Institut für Polarforschung (AWI) in Bremerhaven setzt zwei Exemplare ein: Die „Polar 5“ (Kennzeichen C-GAWI)[3] und die „Polar 6“ (Kennzeichen C-GHGF).[4]
- Das Verteidigungsministerium der Vereinigten Staaten betreibt eine einzelne Maschine (Werknr. 32529/15781) mit der zivilen Zulassung N73CD für Einsätze in Afghanistan. Das Flugzeug besitzt eine Infrarot-Einrichtung (FLIR) und ein Laserwarnsystem.[5]
- Die US-Navy nutzt seit 2021 die umgebaute, aus dem Jahr 1944 stammende C-47 Skytrain, mit der Seriennummer 16095, als fliegende Telemetriestation.[6]
- Eine Maschine mit dem zivilen Kennzeichen N40386 wurde von der Special Operations Squadron 6 (SOS 6) direkt von Basler geleast.[7]
- Guatemala: fünf Transportflugzeuge
- Mali: zwei Transportflugzeuge
- Mauretanien: ein Transportflugzeug
- Die Firma Bell Geospace (Edinburgh) betreibt drei Maschinen (Kennzeichen u. a. C-FTGI), die bei geophysikalischen Messungen auf der Suche nach Bodenschätzen eingesetzt werden (u. a. im Auftrag der Firma Anglo American Exploration Germany über der Harzregion).
- Die Firma Airtec aus California, MD betreibt mindestens zwei Maschinen (Kennzeichen N141PR und N167BT)